# Bruno Moelands
Bruno Moelands is een personage uit de Vlaamse soapserie Wittekerke dat werd gespeeld door Hans Wellens. Hij was te zien in seizoen 5, van 1997 tot 1998.

## Personage
Bruno is de neef van Max en hij wil zijn eigen advocatenbureau in Wittekerke opstarten. Hij besluit een huis te huren, maar door de hoge huurprijs zoekt hij een medehuurder. Hij vindt Gabriël Serafijn, dit blijkt eigenlijk de vermomde Dimitri Vanieper te zijn. Bruno kan het goed vinden met Gabriël en ze gaan samen op stap, daar ontmoeten ze de vriendinnen Karin en Denise. Bruno kan het goed vinden met Karin, maar dan is Denise plots verdwenen. Bruno vermoedt dat Gabriël hier iets mee te maken heeft. Hij vindt Gabriëls paspoort en laat het natrekken: Gabriël blijkt vermoord te zijn. Bruno denkt dat Gabriël weleens de psychopaat Dimitri zou kunnen zijn en ze gaan naar zijn huis, hier aangekomen is Dimitri op de vlucht geslagen. Even later wordt het lijk van Denise gevonden, Karin is er kapot van en zoekt troost bij Bruno, die ondertussen zijn huis heeft verkocht. Hij neemt zijn intrek in het oude appartement van Birgit en Ina. Joke helpt hem met het inrichten van zijn nieuwe huis en advocatenkantoor. Joke is verliefd op Bruno en opeens kust ze hem, hij is echter niet verliefd op Joke. Joke denkt dat Bruno verliefd is op Karin, maar Karin blijkt een lesbienne te zijn. Wanneer Dimitri even later in het ziekenhuis ligt, vraagt hij of Bruno zijn advocaat wil worden, Bruno besluit het te doen tot ongeloof van Karin. Karin is echter niet de enige die het hem kwalijk neemt, bijna alle Wittekerkenaren kijken Bruno met een boos gezicht na. Ondertussen krijgt Dimitri meer en meer macht over Bruno en regelt hij een pedicure voor Dimitri.

## Vertrek
Tijdens de pedicure ontvreemdt Dimitri een nagelvijltje. Wanneer Camilla dan langs komt, probeert hij haar te vermoorden en pleegt hij zelfmoord. Camilla overleeft het maar Bruno heeft niets meer in Wittekerke te zoeken en hij verlaat het kustdorpje.

## Familie
- Max Moelands (neef)
- Moele (oom)
- Leen Moelands (tante)